# CD Video
|  | No s'ha de confondre amb Video CD. |

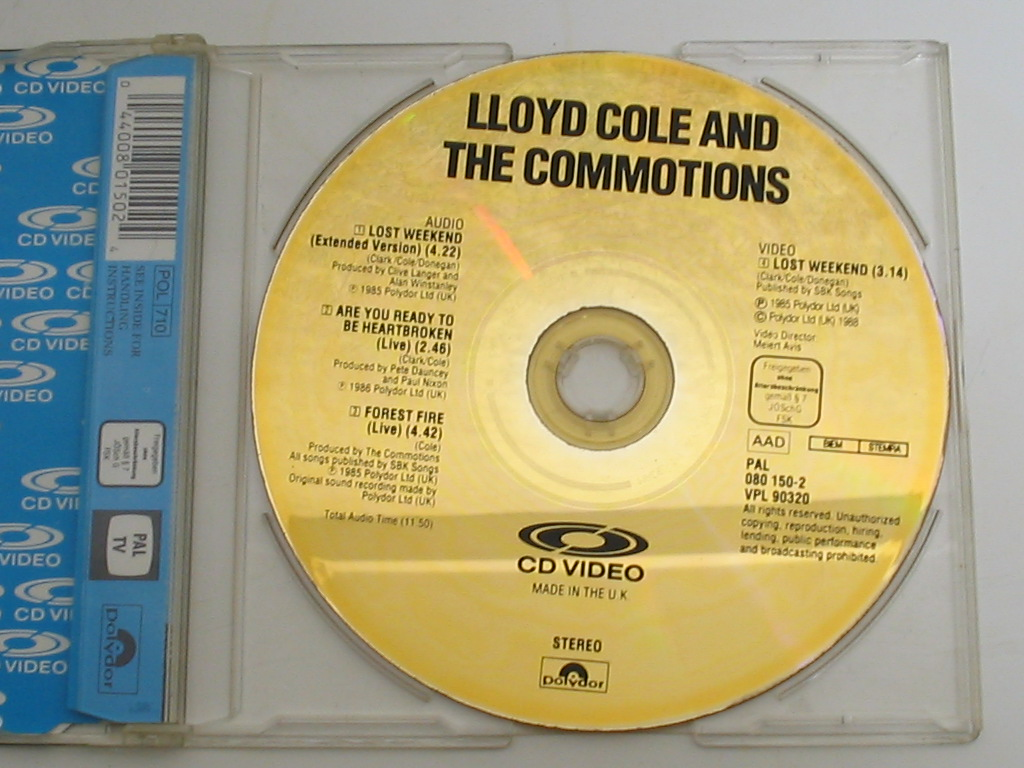
CD Video

El CD Video (sovint abreujat CDV o CD-V) és un format híbrid que combina les tecnologies del disc compacte i el laserdisc. Els discs CD-V tenen la mateixa mida que un CD però es diferencien d'aquests últims pel seu color daurat. Contenen vint minuts d'àudio en format CD i cinc minuts de vídeo en format laserdisc. La pistes d'àudio es poden escoltar en qualsevol reproductor de CD, mentre que per reproduir la pista de vídeo és necessari un reproductor de laserdisc compatible amb CD-V.